# Raung
Raung (indonez. Gunung Raung) – czynny wulkan we wschodniej części Jawy w Indonezji; zaliczany do stratowulkanów. Wysokość 3332 m n.p.m.; średnica krateru ok. 2 km.
Jedna z prehistorycznych erupcji wywołała ogromną lawinę kamienną, która przebyła ok. 60 km. Wybuchy w czasach nowożytnych notuje się od 1593 roku. Najtragiczniejszy w skutkach miał miejsce w 1638 r., spowodował ponad 1000 ofiar śmiertelnych. W ostatnich latach wulkan jest bardzo aktywny, często emituje popiół wulkaniczny na wysokość nawet do 6 km.